# Bellingham (Minnesota)
Bellingham is een plaats (city) in de Amerikaanse staat Minnesota, en valt bestuurlijk gezien onder Lac qui Parle County.

## Demografie
Bij de volkstelling in 2000 werd het aantal inwoners vastgesteld op 205.
In 2006 is het aantal inwoners door het United States Census Bureau geschat op 187, een daling van 18 (-8,8%).

## Geografie
Volgens het United States Census Bureau beslaat de plaats een oppervlakte van
1,0 km², geheel bestaande uit land.

## Plaatsen in de nabije omgeving
De onderstaande figuur toont nabijgelegen plaatsen in een straal van 16 km rond Bellingham.